# شاه‌آباد (سیرجان)
شاه‌آباد یک روستا در ایران است که در بخش مرکزی شهرستان سیرجان واقع شده‌است. شاه‌آباد ۳۸۰ نفر جمعیت دارد.